# Nàucratis
Nàucratis (grec antic: Ναύκρατις, Naúkratis) fou una colònia grega fundada en temps del faraó Psamètic I per gent de Milet al segle vii aC a la costa de la zona del Delta del Nil a Egipte, entre Memfis i Alexandria, propera a Sais. Les ruïnes de Nàucratis són prop de Nebireh, al canal Abu-Dibab, a 75 quilòmetres al sud-est d'Alexandria. A les excavacions s'han trobat temples i ceràmica grega. Els temples eren dedicats a Apol·lo, Zeus i Atenea.

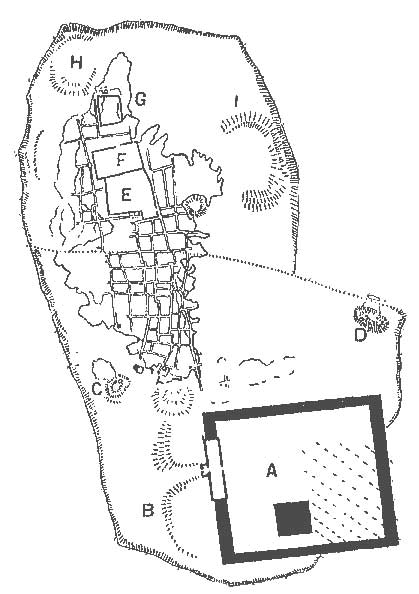
Plànol de la ciutat de Nàucratis

 El faraó Amosis els va concedir la ciutat, segons Estrabó per ser filhel·lènic i més probablement per l'important paper comercial de la ciutat i pel control unificat dels grecs. El seu nom volia dir en egipci «la ciutat que té el poder sobre els vaixells».
Era una ciutat oberta a tots els grecs i a comerciants d'altres llocs. El santuari comú era l'Hellenion i entorn del santuari es van agrupar gent de nou ciutats: Quios, Teos, Focea, Clazòmenes (les quatre jòniques), Mitilene (eòlia), Rodes, Halicarnàs, Cnidos i Faselis (dòriques). Cada poble tenia un barri concret amb autoritats pròpies.
Tots el productes grecs que arribaven a Egipte passaven per la ciutat. Els grecs i els egipcis mai es barrejaven. La ciutat va esdevenir molt rica, i va florir la prostitució i la luxúria. La ciutat fou visitada per molts pensador i polítics grecs, entre ells Soló i Tales de Milet.
Sota els Ptolomeus era la principal estació en el viatge pel Nil de Memfis a Alexandria, i també per terra entre Pelúsion i Alexandria. Formava part administrativament del nomós de Sais (Sap-meh, V del Baix Egipte). La importància creixent d'Alexandria i el fet que Egipte estigués governat pels làgides grecs li va fer perdre volada i estava en decadència sota el poder romà.